# István Udvardi
Dans le nom hongrois Udvardi István, le nom de famille précède le prénom, mais cet article utilise l’ordre habituel en français István Udvardi, où le prénom précède le nom.
István Udvardi (né le 27 février 1960, mort le 6 février 2012) est un joueur de water-polo hongrois, médaillé olympique de bronze en 1980 à Moscou.